# Lissonota terebrans
Lissonota terebrans är en stekelart som beskrevs av Mao-Ling Sheng 2000. Lissonota terebrans ingår i släktet Lissonota och familjen brokparasitsteklar. Inga underarter finns listade i Catalogue of Life.